# هاري كوكرين
هاري كوكرين (بالإنجليزية: Harry Cochrane)‏ هو لاعب كرة قدم بريطاني، ولد في 24 أبريل 2001 في غلاسكو في المملكة المتحدة. لعب مع هارت أوف ميدلوثيان.

## وصلات خارجية
- هاري كوكرين على موقع قاعدة بيانات كرة القدم.إي يو (الإنجليزية)
- هاري كوكرين على موقع Soccerbase.com (لاعب) (الإنجليزية)
- هاري كوكرين على موقع Soccerway.com (الإنجليزية)
- هاري كوكرين على موقع عالم كرة القدم.نت (الإنجليزية)